# IPhone 8
iPhone 8（アイフォーン エイト）は、Appleが開発・販売したiPhoneの第11世代目のモデルである。キャッチコピーは「ガラスから生まれたiPhone」。

## 概要
2017年9月12日（現地時間）、アメリカ・カリフォルニア州クパティーノの新しい本社地に作られたThe Steve Jobs Theaterで初開催されたAppleのスペシャルイベントで発表された。
2017年9月15日から予約開始。9月22日、日本国内ではNTTドコモとKDDI・沖縄セルラー電話連合（au）、ソフトバンクから販売のほか、Apple StoreではSIMフリー版が販売。
iPhone 7に引き続き耐水・防塵のIP67等級に適合している。また、iPhone 7では日本国内でApple Payを利用可能にするFeliCaが日本向けのモデルのみ有効になっていたが、iPhone 8からは全世界のモデルでFeliCaが利用可能になる。これにより、日本国外モデルを購入した場合に日本国内でApple Payを利用できないという問題が解消した。また、電波法施行規則の改正を受け、技適マークが先代の裏面にあったFeliCaへの対応を示す「総務省指定」の表記がソフトウェアによる画面表示（電磁的表示）へ切り替えられ、筐体材質の変更とも相まって見栄えが向上した。
外観はiPhone 7と似ているが、iPhone 4/4sと同様に背面をガラスパネルにする事でQiに対応し、最大7.5Wでワイヤレス充電が可能になる。
性能を向上させたApple A11 Bionicチップを内蔵している。CPUのうち4つの効率コアはiPhone 7のA10 Fusionチップより最大70%高速で、2つの性能コアは最大25%高速になった。更に性能が必要な時にはこの6つのコアすべてを同時に使うことも可能である。また、Appleが設計した新しい3コアのGPUは、A10 Fusionよりも最大70%高速化された。
iPhone 7に引き続き、光学手ブレ補正付き12メガピクセルの背面カメラを搭載している。
僅かに大型化したことにより、iPhone 7向けの従来のケースで使えないものがある。また10g重量が増えている。
iPhoneとしては本機種から、高音質コーデックであるEnhanced Voice Services（EVS-WB）に対応している。
KDDI・沖縄セルラー電話連合（au）においては、当モデルから3G（CDMA2000 1x）エリアによる音声通話（CDMA2000 1xRTT）、およびデータ通信（1xEV-DO Rel.0/Rev.A/MC-Rev.A）に非対応となる。このため、以前のようにLTE契約のau ICカード（au Nano IC Card (LTE)）では利用できず、VoLTE契約のau ICカード（au Nano IC Card 04 (VoLTE)）での利用となるため、交換する必要がある。SIMフリー版においても同様である。
2018年3月30日、iOS 11.3とキャリア設定アップデートより、NTTドコモのPREMIUM 4Gで最大受信速度594Mbpsのデータ通信に対応した。
2018年4月、(PRODUCT)RED™を発売開始、au とソフトバンクからは13日、NTTドコモは14日から。
Taptic Engineの振動により、ハプティクスが提供され、iPhone 6sから導入された3D Touchを引き続き採用している。
重量はiPhone 7より10g増え、148gとなった。
形状や寸法等の外観は、iPhone 6やiPhone 6sに似ているが、ガラスとアルミフレームを組み合わせた構造に変わっている。ガラスについては画面、背面ともに最も耐久性の強い物を使用し、背面のカラーは7層のカラープロセスを経て作られたシルバー、ゴールド、スペースグレイ、プロダクトレッドが提供され、アルミフレームはそれに合わせたカラーになっている。iPhone 8はIP67等級の防水・防塵耐性を有する。
ホームボタンはiPhone 7同様の静電容量方式を採用している。そのため電源オフ時に押しても何も反応がないが、電源オン時にはTaptic Engineによって、実際にボタンを押したような物理的なフィードバックが提供される。
画面サイズは4.7インチスクリーンと、従来と変わらないが、DCI-P3準拠のより広い色域を有し、新たにTrue Toneに対応したRetina HDディスプレイを採用している。iPhone 7とは異なり、内蔵ストレージは32GBが廃止され、最小モデルは64GBとなった。
iPhone 7に引き続き、4色LEDによる"True Tone"フラッシュ、F値1.8の広開口レンズ、光学仕様上では前モデルから変化はないが、より高性能化されたセンサー、新しいカラーフィルタを採用したことで画質が向上している。FaceTime HDカメラは7メガピクセル、F値はƒでのスローモーションビデオの撮影が可能になっている。
iPhone 7から引き続きFeliCaに対応したNFCチップが搭載されており、日本国内においてはiDとQUICPayに対応したApple Payを利用することができる。
2020年4月16日のiPhone SE（第2世代）発表に伴い、Apple Storeでの販売を終了した。
2023年6月7日にWWDC23より発表されたiOS 17では、iPhone 8 Plus・iPhone Xと共にサポート対象外となった。

### 急速充電（PD充電）の仕様
iPhone 8は、Apple USB-C - Lightningケーブルと18Wから96Wまで各種あるApple USB-C電源アダプタ、もしくはサードパーティ製のUSB-PD充電器を使用すると、急速充電を行うと30分で50%まで充電できる。18Wを超えるApple USB-C電源アダプタを使用しても、18W電源アダプタと同じ出力になる。iMacやMacBook ProのUSB-Cポートでは15Wでの急速充電ができる他、MacのUSB Type-AポートでもUSB-PDより遅い10Wで急速充電ができる。またiPadに付属する10Wもしくは12W電源アダプタを使用すると、iPhoneに付属されている5W電源アダプタよりも速く充電できる。

### ソフトウェア
iPhone 8はiOS 11がプリインストールされて出荷されている。

## iPhone 8ロジックボード交換プログラム
2017年9月から2018 年3月に製造された一部のiPhone 8にフリーズや再起動が起きる欠陥が発見され、2018年8月31日からロジックボード交換プログラムが開始された。対象かどうかは下記ページでシリアル番号を入力することで確認できる。期間は購入日より3年であった。
iPhone 8 ロジックボード交換プログラム（2022年以降、終了したため、リンク切れになっている）

## 付属品
- EarPods with Lightning Connector
- Lightning - USBケーブル
- 5W USB電源アダプタ
- マニュアル
- Lightning - 3.5mmヘッドフォンジャックアダプタ

付属するケーブルやイヤホン、電源アダプタはApple Storeにて個別に販売されている。
現在は「Lightning - 3.5mmヘッドフォンジャックアダプタ」は同梱されていない。
iPhone 8をワイヤレス充電するには、Qi充電パットが別途必要である。